# Étienne Richard

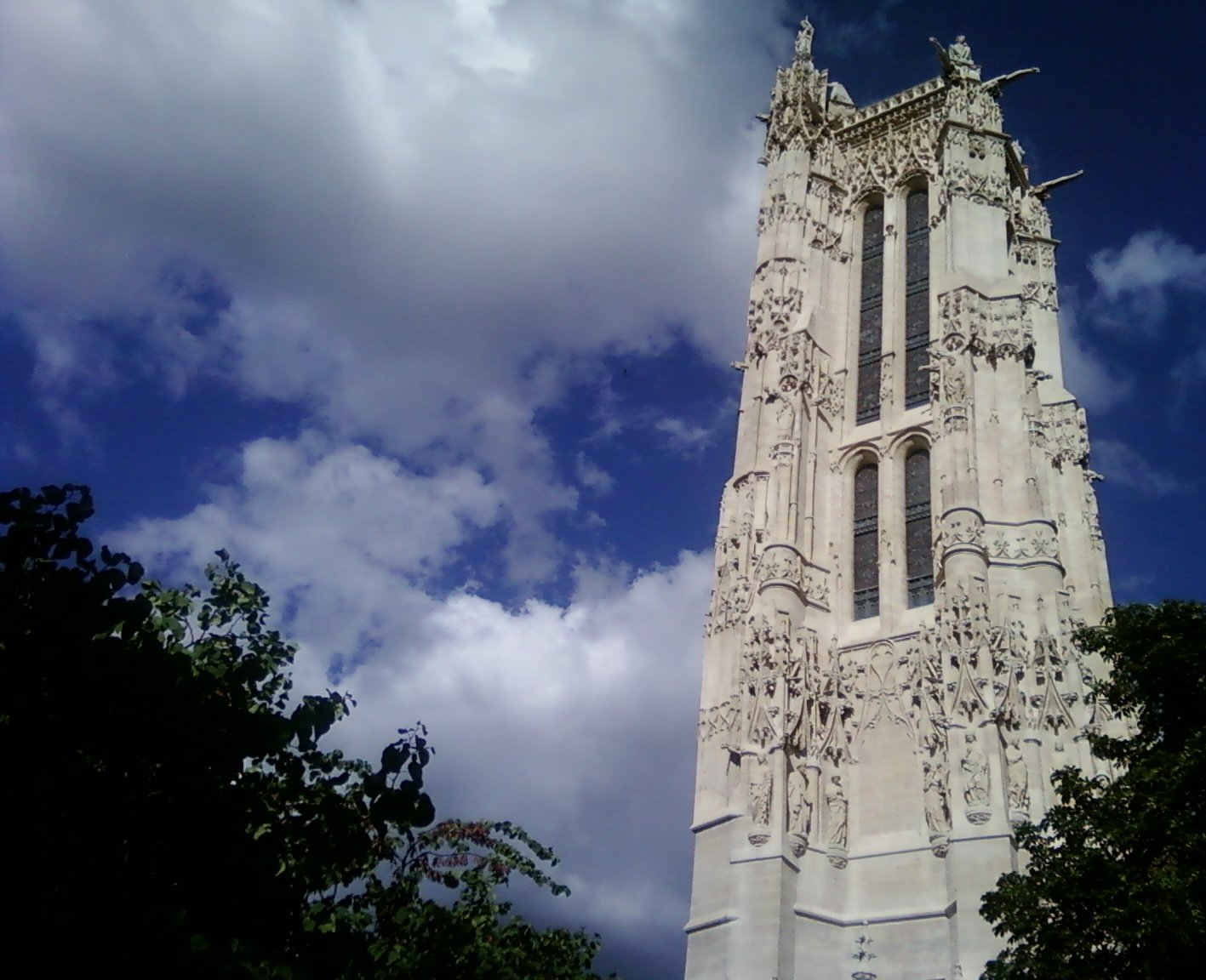
La Tour Saint-Jacques est tout ce qu'il reste de l'église Saint-Jacques-la-Boucherie, où Richard travailla de 1652 à sa mort.

Étienne Richard (vers 1621 - 1669) est un compositeur, organiste et claveciniste français. On sait peu de choses de sa vie et de son œuvre.
Né à Paris dans une famille d'organistes, il semble qu'il vécut et travailla dans cette ville durant toute sa vie. 
Dès 1645, son frère Charles et lui étaient organistes auprès du chancelier Séguier. 
En 1650, il succéda à Emery Monnard et à son père comme organiste de l'église Saint-Nicolas-des-Champs, travaillant avec Nicolas Gigault. 
En 1652, Étienne perdit son père et son frère, et succéda à ce dernier comme organiste de l'église Saint-Jacques-la-Boucherie. 
En 1655, il prit le poste de Saint-Martin-des-Champs. Il connut du succès dans les années 1650, et en 1657 il était employé comme claveciniste et professeur du Roi. Il jouait aussi de la viole et servait comme violiste du frère du Roi. 
Pierre Richard mourut à Paris en 1669, peut-être en mai.
Quoiqu'il fût bien vu à la Cour, très peu d'œuvres de Richard ont survécu (et certaines pourraient être attribuées à Charles, Pierre, ou à d'autres membres de l'une des deux familles de musiciens du nom de Richard, actives à Paris à la même époque). Une des principales sources en est le manuscrit Bauyn, conservé à la Bibliothèque nationale de France.